# Skapelsemuseet
Skapelsemuseet (eng. Creation Museum) är ett museum i Petersburg, Kentucky i USA. Det byggdes för att ge uttryck för kreationismens tro att jorden och människorna skapades på det sätt som Bibelns skapelseberättelse beskriver, vilket står i motsättning till utvecklingsläran och andra vedertagna naturvetenskapliga teorier. Museets utställningar utgår från en skapelse som bokstavligen tog sex dygn, så kallad ungjordskreationism. Museet startades av organisationen Answers in Genesis, vars huvudkontor ligger i anslutning till museet. Museet kostade runt $27 miljoner och finansierades av privata donationer.